# جیمجیماخ
جیمجیماخ (به لاتین: Cimcimax) یک منطقه مسکونی در جمهوری آذربایجان است که در شهرستان زاقاتالا واقع شده است.